# Ted Shackelford
Ted Shackelford (n. 23 iunie 1946) este un actor american, care a interpretat rolul Gary Ewing în filmul serial distribuit de către CBS Dallas, în perioadele 1978-1982, 1985 și 1991 precum și rolul William Bardwell iar mai apoi Jeffrey Bardwell în serialul dramatic Tânăr și neliniștit în perioada 2005-2007 respectiv 2007-2011. A fost înlocuit temporar în acest rol de Kin Shriner din aprilie 2011 dar cinci luni mai târziu personajul său a părăsit orașul.